# Djando
Djando est une commune des Comores située sur l'ile de Mohéli, dans la préfecture éponyme. La commune comprend les localités suivantes : Siri Ziroudani, Wanani, M'Labanda, N'Kangani, Hagnamoida, Itsamia et Hamavouna.